# Сиа Интернейшнл ЛТД
«СИА Интернейшнл ЛТД» — один из крупнейших дистрибьюторов фармацевтического рынка России. Заняла пятое место в рейтинге российских фармацевтических дистрибьюторов по итогам 2016 года по версии аналитической компании RNC Pharma. Имеет 39 региональных представительств по России, головной офис находится в Москве.

## История
Компания основана в 1993 году Игорем Рудинским (скончался в 2014 году). Он был единственным владельцем фармацевтического дистрибутора. После смерти Рудинского приобрести 51 % СИА собирался производитель и дистрибутор лекарств АО «Р-Фарм» Алексея Репика, однако переговоры были приостановлены летом 2015 года.
В декабре 2015 года 50 % акций компаний выкупил акционер инвестиционной компании Marathon Group Александр Винокуров. В начале 2017 года была закрыта сделка по покупке им оставшегося пакета акций.
В августе 2017 года Marathon Group и государственная корпорация Ростех объявили об объединении фармацевтических активов для создания производителя и поставщика фармацевтической продукции федерального масштаба и реализации комплексного импортозамещения в ряде направлений здравоохранения. По результатам сделки, которая состоялась в феврале 2018 года, 49 % акций фармацевтического дистрибьютора ЗАО «СИА Интернейшнл ЛТД» получил Ростех в лице Национальной иммунобиологической компании.
В периметр сделки вошли принадлежащие сторонам доли в заводах «Синтез», биофармацевтической компании «Форт», «Киров Плазма», компаний «Фарм Эйд ЛТД», «НИК Логистика».
6 июня 2018 года стало известно, что «СИА Групп» не войдёт в периметр сделки между Ростех и Marathon Group.
29 ноября 2018 года была закрыта сделка по продаже «СИА Групп» розничной сети «Магнит».

## Руководство
С 1993 года генеральным директором и председателем совета директоров компании являлся Игорь Феликсович Рудинский.
18 января 2016 года президентом компании стал Сергей Пивень (бывший главный финансовый директор X5 Retail Group).

## Деятельность
Основным видом деятельности компании является реализация лекарственных средств, изделий медицинского назначения и парафармацевтической продукции. Поставляет лекарства в более чем 28 000 аптек и лечебных учреждений России.
Региональная сеть компании представлена 39 дочерними обществами.
Годовой оборот компании, млрд р.:
- 2007 — 72;
- 2009 — 94,1;
- 2014 — 110.